# 金沙江皎平渡口
金沙江皎平渡口，位于中华人民共和国云南省昆明市禄劝彝族苗族自治县皎平渡镇皎平村委会红门厂村，以及四川省凉山彝族自治州会理市通安镇皎平渡村交界处。

## 背景
皎平渡口在洪水期渡距300米，枯水期渡距200米。自古为四川、云南间交通要津。1935年5月，中国工农红军第一方面军长征到达禄劝县的金沙江皎平渡口，30000多将士通过六只木船，在37位船工九个日夜的摆渡下，渡过金沙江，摆脱了数十万中华民国国军的围追堵截，实现了北上战略转移。

## 纪念
1992年，中共云南省委、云南省人民政府修建禄劝金沙江皎军渡口红军渡冮纪念馆，1994年正式落成，长军长征渡江纪念馆和大型铜雕塑占地400余平方米。陈云题词“红军渡江纪念碑”。馆内陈列着中国工农红军长征过禄劝的资料展览、红军用过的物品及200余张图片等。2009年7月，纪念馆被公布为云南省爱国主义教育基地。
1981年9月23日，“禄劝皎平渡口”被公布为第一批楚雄州文物保护单位；1983年1月13日，“金沙江皎平渡口”被公布为第二批云南省文物保护单位；2013年3月，中华人民共和国国务院认定“丹桂村中央红军总部驻地旧址与金沙江皎平渡口”为第七批全国重点文物保护单位。
1980年7月7日，“皎平渡渡口及山洞”被公布为四川省文物保护单位。
皎平渡口位于乌东德水电站的库区之内，2019年10月，随着水电站下闸蓄水，皎平渡渡口被淹没。2019年3月至2020年5月，会理市对皎平渡口及山洞遗址实施水下封闭保护，同时在淹没线以上进行原样复建。禄劝县的红军长征渡江纪念馆及红军渡江纪念碑被拆除，部分展品及纪念雕塑则转移至杉乐红军长征纪念馆保管，当地计划重建纪念馆。